# Parastacus pugnax
Parastacus pugnax är en kräftdjursart som först beskrevs av Eduard Friedrich Poeppig 1835.  Parastacus pugnax ingår i släktet Parastacus och familjen Parastacidae. IUCN kategoriserar arten globalt som otillräckligt studerad. Inga underarter finns listade i Catalogue of Life.